# シュヴァリエ・デオン

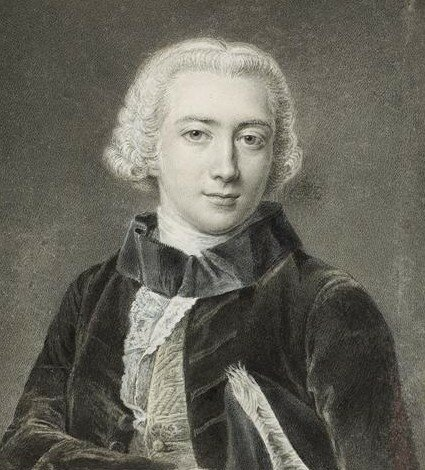
サントーバンによるデオンの肖像

シュヴァリエ・デオン（Chevalier d’Éon, 1728年10月5日–1810年5月21日）は、フランスの外交官、スパイ、兵士であり、フリーメイソン会員。本名はシャルル＝ジュヌヴィエーヴ＝ルイ＝オーギュスト＝アンドレ＝ティモテ＝ロベール＝ピエール・デオン・ド・ボーモン （Charles-Geneviève-Louis-Auguste-André-Thimothée-Robert-Pierre d’Éon de Beaumont）。
生涯の前半は男性として、後半を女性として生きた。　

## 生い立ち
デオンはブルゴーニュ地方のトネール（現在のフランス・ヨンヌ県の町）で弁護士ルイ・デオン・ド・ボーモンと、貴族出身の妻フランソワーズの息子として生まれた。デオンの幼少期については、彼ののちに書かれた自伝からしか知り得ることができないため、その信憑性には疑問が多い。彼はのちに、自分は女性として生まれたが、父親は息子が生まれた場合にのみ婚姻で得られる財産を相続出来るため、自分を男として育てたと主張した。
デオンはぬきんでた優秀さで、1749年にパリのコレージュ・マザラン（パリ大学の一部。正式名コレージュ・ド・カトル＝ナシオン（フランス語: Collège des Quatre-Nations））を卒業した。彼は財務部署の王室監査官として働いた。

## スパイとしてのデオン
1756年、デオンはルイ15世の私的スパイ機関『ル・スクレ・デュ・ロワ』に加わった。彼は国王から女帝エリザヴェータに謁見し、ハプスブルクと対立する親フランス派と接触するという秘密指令を受けた。のちに彼はリア・ド・ボーモンという女性になりすまし、女帝付きの女官となったと主張している。デオンのロシアでの経歴はヴァレンチーン・サーヴィチ・ピークリ（ロシア語: Пикуль, Валентин Саввич）の小説の主題の一つである。
1761年、デオンはフランスへ帰国した。翌年彼はド・ブロイ元帥の指揮する竜騎兵の隊長となり七年戦争の後期を戦った。彼は負傷して聖ルイ十字勲章（フランス語: Ordre royal et militaire de Saint-Louis）を授けられ騎士（シュヴァリエ）となった。
1763年、デオンはロンドンで特命全権大使となり、国王のスパイとして活動した。彼は潜在的な侵略のために情報を収集した。彼は自身の所有するブドウ園でできたトネールのワインをイギリス国務次官ウッドなどイングランド貴族に贈って彼らとのつながりをつくった。特命全権大使の地位を失いそうになったとき、彼は不服を申し立て、最終的に帰国命令に従わないことに決めた。彼は王へ手紙を送り、新任の大使が彼に薬を盛ろうとしたと訴えた。ロンドンにおける自身の外交的なポストの保全に乗り出した彼は、1764年に自身の召還についての秘密外交文書を『書簡、手記、そして交渉（Lettres, mémoires, et négociations）』というタイトルで出版した。
1766年、ルイ15世は彼の願いを聞き届け、彼の働きに対し年金として年1万2千リーヴルを与えた。デオンはスパイに復帰したが、ロンドンに政治亡命したままだった。

## 女性としてのデオン

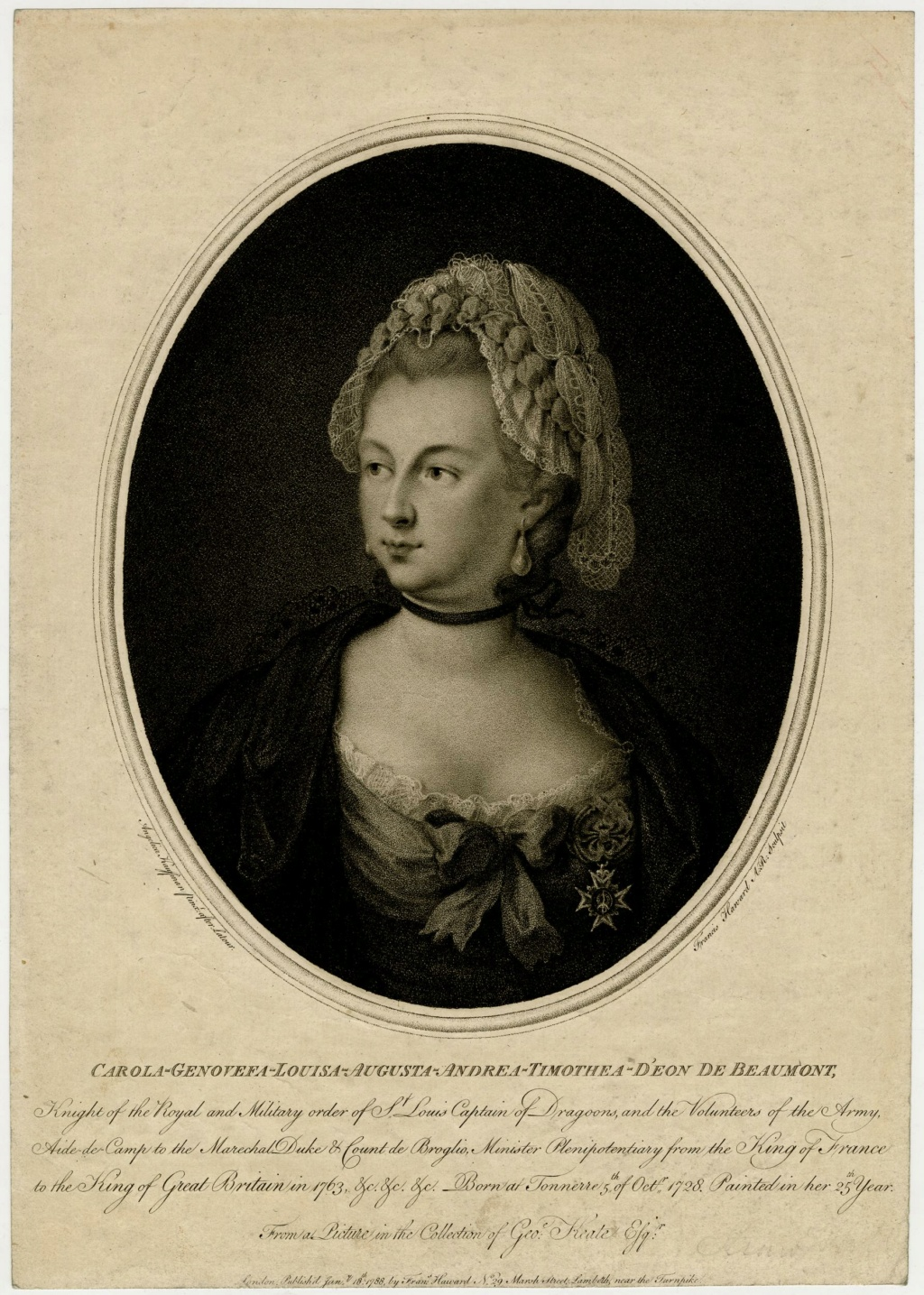
マドモワゼル・リア・ド・ボーモン

デオンはいつも竜騎兵の制服を着ていたという事実にもかかわらず、彼は本当は女性ではないかという噂が後を断たなかった。彼の性別について、ロンドン証券取引所で賭けの寄り合いが始まった。1774年にルイ15世が亡くなると、彼は帰国の交渉を始めた。彼は自分は身体的にも男性ではなく女性であると主張し、政府に彼を女性と認めるように要求した。ルイ16世と政府はデオンの要求を全て受け入れ、彼に女性の服を着用するよう命じた。王は新しい服を購入するための資金を与えデオンは承諾した。1777年にデオンは帰国し、以降は女性として暮らし始めた。しかし、相変わらず軍服を好んで着用するデオンに、事情を知らないフランス王妃、マリー・アントワネットから、「ドレスもなく男装しているのは気の毒だ」と同情を買い、彼女が贔屓にしているローズ・ベルタン嬢デザインのドレスが贈られている。
フランス政府がアメリカ独立戦争援助を始めると、デオンは自分がアメリカでフランス軍に加わることはできるか尋ねた。彼はディジョンの城に19日間投獄され、故郷トネールで6年あまりを母親と過ごした。

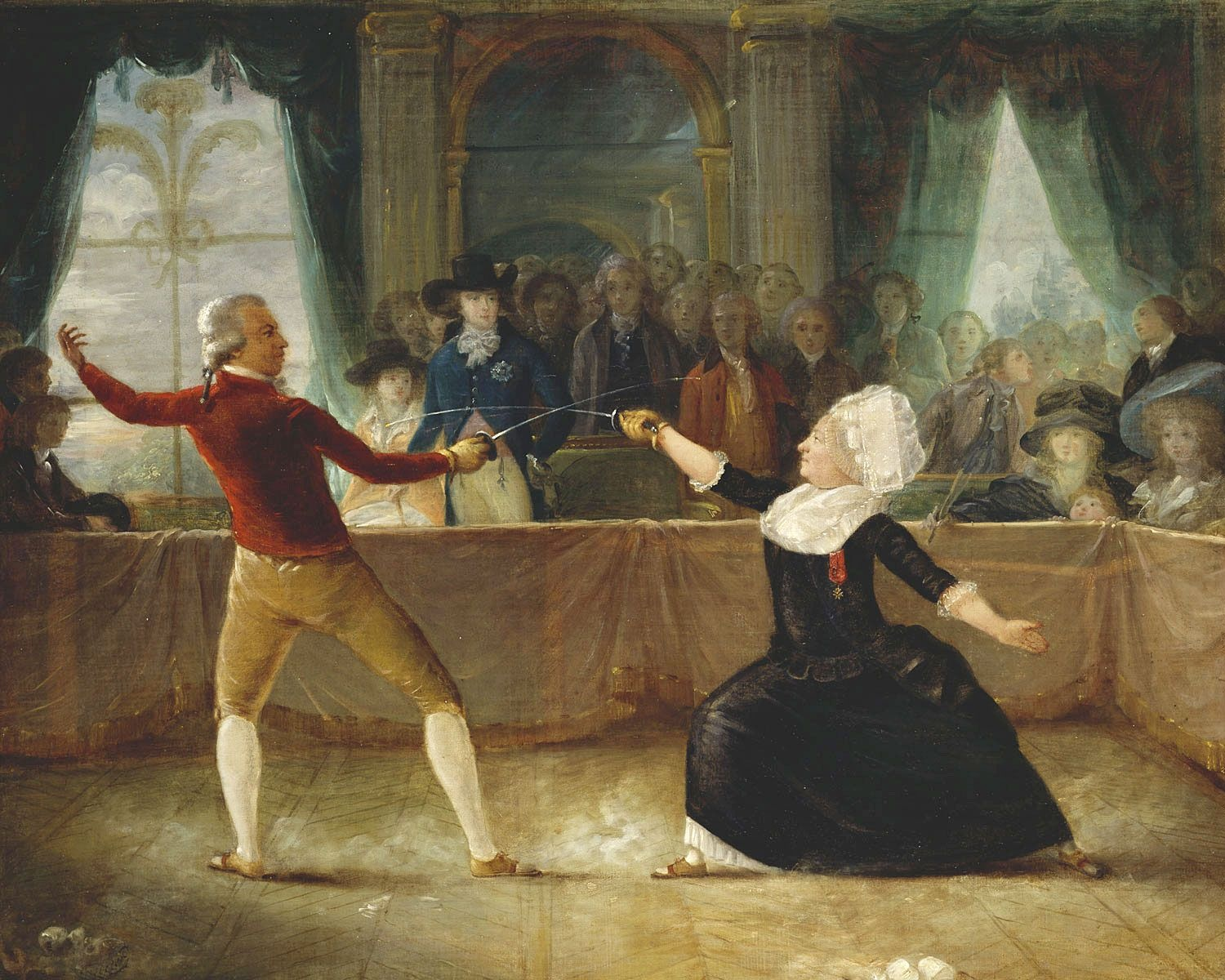
カールトン・ハウスでシュヴァリエ・ド・サン＝ジョルジュとフェンシングの試合をするシュヴァリエ・デオン(1780年代末頃)

1779年、デオンは回顧録『軍人の生涯、外交官そしてデオン嬢の私生活（La Vie Militaire, politique, et privée de Mademoiselle d'Eon）』を発表した。これは友人ラ・フォルテールの代筆によるものだが、おそらく話に尾ひれがつけられていただろう。
1785年にデオンはイギリスへ戻った。フランス革命後は年金を失ったため、蔵書を売らなければならなかった。1792年、彼はフランス国民議会に書簡を送り、ハプスブルク家との戦いに女性兵士師団を用いるよう提案したが拒絶された。1796年に重傷を負うまで、デオンは生活費稼ぎのためにフェンシングの試合、見せ物としての決闘に参加した。1805年に彼は自身の自叙伝の契約を結ぶが、これが世に出ることはなかった。晩年には神経痛・リューマチを病み、ロンドンでコール夫人というイギリス人を夫に持つフランスの未亡人とともに過ごした。シュヴァリエ・デオンはロンドンで1810年5月21日に死亡。死後に検死した外科医は、彼は解剖学上は男性であることを明らかにした。デオンの遺体はロンドンの聖パンクラス古教会堂（英語: St Pancras Old Church）に葬られ、敷地内に現存する墓誌（バーデット・クッツ記念日時計塔（英語: Burdett-Coutts Memorial Sundial））にもその名前が刻まれているが、墓石は失われており正確な墓所は不明である。デオンの子孫は現在もフランスに存命している。

## 影響
- デオンの名からエオニズム（eonism）という用語が服装倒錯について言及するためにハヴロック・エリスによって作り出されたが、現在はその曖昧さから、ほとんど使われていない。

## デオンを題材とした作品
- 「花の美女姫外伝」名香智子著 - 映画をとったというていで、デオンを主人公とした歴史映画を本編のキャラクターらが演じている。
- 「シュヴァリエ 〜Le Chevalier D'Eon〜」 - デオンを主人公のモデルとした、冲方丁原作のアニメ・漫画・小説で展開されている作品群。
- 「仮想の騎士」斉藤直子著 - デオンを主人公としたファンタジー小説。
- 「エオンナガタ（Eonnagata)」- デオンの生涯をもとにしたバレエ。タイトルはデオンと歌舞伎の女形を合わせた造語。初演はシルヴィ・ギエム主演、アレキサンダー・マックイーン衣装。[2]
- 「黒博物館 ゴーストアンドレディ」藤田和日郎著 - ナイチンゲールと幽霊である元決闘代理人グレイとの生涯を描いた漫画に同じく元決闘士の幽霊シュヴァリエ・デオンとして登場。また劇団四季で『ゴースト&レディ』として舞台化されている。
- 「Fate/Grand Order」 - 「シュヴァリエ・デオン」の名で登場し、性別を発生条件とする状態変化を一切受け付けない隠し特性を持つ。クラスはセイバー。
- 「ディバインゲート」 - 「デオン」「密者デオン」の名で登場する。ストーリー上ではスパイとして登場し、スキル名に名前の一部が引用されている。
- 「ワールドチェイン」 - 「シュヴァリエ・デオン」の名で襲来イベントおよび一部チェインストーリーに登場。